# Robert Miranda
Robert Miranda est un acteur américain né le 10 avril 1952 à La Nouvelle-Orléans en Louisiane.

## Filmographie

### Cinéma
- 1986 : Inside Out : Sal
- 1987 : Les Incorruptibles : le leader des Gunned
- 1987 : Tuer n'est pas jouer : le tueur à gages de Pushkin
- 1988 : Midnight Run : Joey
- 1989 : Sons : Fred
- 1990 : Un pourri au paradis : Lilo Mello
- 1991 : Les Aventures de Rocketeer : Johnny l'Espagnol
- 1992 : Sister Act : Joey
- 1993 : Lost in Yonkers : Hollywood Harry
- 1993 : Désiré : Nick Palermo
- 1994 : Huck and the King of Hearts : Happy
- 1994 : Mon ami Dodger : Drake
- 1995 : Heat : Cusamano
- 1996 : For Which He Stands : l'avocat de Johnny
- 1996 : L'Effaceur : Frediano
- 1996 : Le Dernier Jugement : Coach Wagner
- 1996 : The Devil Takes a Holiday : Vinnie Grannucci
- 1997 : Steel Sharks - SSN 798 : Gregorov
- 1998 : Black Thunder : Rojar
- 1999 : Flic de haut vol : Glenfiddish
- 1999 : Scriptfellas : Leo Lipshitz
- 2000 : Treize jours : le chauffeur de RFK
- 2001 : Cowboy Up : Eddie
- 2002 : La Chevauchée de Virginia : Blake Raines
- 2002 : Deuces Wild : Gino
- 2004 : Target : Officier d'Angelo
- 2004 : The Last Letter : M. Pickett
- 2010 : Pizza with Bullets : Louis Parchessi
- 2016 : The Unlikely's : Buck Cringle
- 2017 : Proximity to Power
- 2021 : Pizza with Bullets : Louis Parchessi

### Télévision
- 1983 : K 2000 : Paolo (1 épisode)
- 1984 : Hooker : Arturo Buccoli (1 épisode)
- 1984-1985 : First and Ten : Vince Arcola (9 épisodes)
- 1984-1986 : L'Homme qui tombe à pic : Poco et Mark (2 épisodes)
- 1984-1987 : Mike Hammer : Johnny Moretti (6 épisodes)
- 1985 : Tonnerre mécanique : Harry (1 épisode)
- 1985 : Capitaine Furillo : Dominick Florio Sr. (1 épisode)
- 1985 : L'Agence tous risques : Joe Scarlett (2 épisodes)
- 1986 : The Last Precinct (1 épisode)
- 1987 : 21 Jump Street : Sal Landers (1 épisode)
- 1987 : Les Routes du paradis : Jerry Zadan (1 épisode)
- 1989 : Deux Flics à Miami : Ray Soliz (1 épisode)